# جووانی جوکوندو
 جووانی جوکوندو (انگلیسی: Giovanni Giocondo؛ ۱۴۳۳ – ۱۵۱۵) یک فیلسوف، و معمار اهل ایتالیا بود.